# Jorge Venegas (cantautor)
Jorge Isidro Venegas Santos (Santiago, 15 de mayo de 1950) es un cantautor chileno quien realizó varias colaboraciones musicales con la resistencia armada en Chile.

## Biografía
Jorge Venegas nació y creció en el Barrio Patronato de Santiago de Chile, y luego se mudó a la zona Sur de Santiago, donde ahora está El Bosque.
En 1967, comenzó su carrera junto a su amigo Donaldo Silva, formando parte del dúo Los Siluets, el cual más tarde sería renombrado a Semilla. El grupo fue desbandado en 1985, convirtiendo a Jorge en solista.
Durante gran parte de su carrera, compuso varios temas dedicados a miembros de la resistencia armada en Chile, incluyendo “Tatiana en el viento”, cual se trata sobre Tatiana Fariña, una militante del Frente Patriótico Manuel Rodríguez quien fue asesinada por la dictadura militar a los 19 años, y “Madre trigal de la esperanza”, cual se trata sobre Cecilia Magni, comandante del FPMR. También formó parte del dúo Transporte Urbano junto a Raúl Acevedo.
En 1988, las Juventudes Comunistas de Chile le encargaron la tarea de producir un disco-cassette musical cual relataba prácticas de lucha callejera contra la dictadura militar, similar a Guitarra Armada, un disco Sandinista cual relata varios conocimientos de armas musicalizados. Más tarde ese año, respondió al pedido con El Camotazo, un disco que compila obras de varios artistas, incluyendo Transporte Urbano, Ana María Miranda, Francisco Villa y Jano Jara.
En 1989, participó en el Festival Mundial de la Juventud, situado en Corea del Norte,  junto a varios otros artistas chilenos, incluyendo Óscar Andrade y Fernando Cuevas.
Después de pasar una década alejado de la música, volvió en el año 2000, con su disco Leyenda Costera. En 2009, colaboró en el documental La isla de la fantasía. En 2014, le dedicó su disco La mákina matafascistas a Woody Guthrie, cuya guitarra inscribía la famosa frase "Esta máquina mata fascistas" (en Inglés, This machine kills fascists).
Más tarde en su carrera, comenzó a usar nuevos instrumentos en sus grabaciones aparte de la guitarra acústica, cómo el saxófono  y la guitarra eléctrica.

## Discografía
- El flaco (1989)
- Leyenda costera (2000)
- El poeta y el mar (2003)
- La mákina matafascistas (2014)
- Canciones de amor y de combate (2017)
- Poetas terrenales (2018)